# Illa de França
|  | Per l'illa de Maurici en el temps que va portar el nom d'Île de France/Illa de França, vegeu Colònia de l'Illa de França |

L'Illa de França (en francès i oficialment, Île-de-France) és una regió francesa que compta amb 8 departaments. La seva capital és París. És una de les regions amb major renda per capita del món i constitueix l'àrea metropolitana de París.

## Història
La regió de l'Illa de França comença en la propietat reial d'ençà del segle x per la dinastia dels Capets. Els seus límits han canviat des de la fi de l'Antic Règim. Aquesta província es va estendre més cap a l'oest i sobretot cap al nord, era menys gran que en l'actualitat. Formava la zona d'interès econòmic de les corporacions comercials de París, que van contribuir a fixar-ne les fronteres.
Després de la Revolució Francesa va ser dividida en tres departaments: Sena, Sena i Oise, i Sena i Marne. Aquests noms es corresponen amb els dels rius que travessen els departaments homònims. El 1965, el nombre de departaments va passar de tres a vuit, inclòs París. Un d'ells, el Sena i Marne, ocupa quasi la meitat de la superfície regional. Al voltant de París, els Alts del Sena, Sena Saint-Denis i Val-de-Marne formen la "petita corona" (petite couronne). Els departaments de Val-d'Oise, Yvelines i Essonne constitueixen la "gran corona" (grande couronne).
La regió va ser reconstituïda el 1945 i es va realitzar una tasca de descentralització administrativa a partir del 1964.

## Emblemes

### Heràldica
El blasó de l'Illa de França, en escut d'armes o en estendard, és un emblema que no gaudeix d'un reconeixement oficial, tot i que el 2010 la Monnaie de Paris va editar una moneda de 10 cèntims amb tres flors de lis per representar la regió, i que aquest blasó constitueix la insígnia oficial de la legió de gendarmeria de l'Illa de França. Per contra, l'actual consell regional fa servir un logo, un estel vermell i irregular amb vuit puntes. Aquest blasó és de fet el de l'antic domini dels reis de França, a partir dels quals va néixer la regió de l'Illa de França. De vegades també és reemplaçat pel blasó anomenat "antic de França" (blau amb flors de lis) com ho mostra el segell de vint francs emès l'1 de maig del 1943, o també com els escuts regionals de diversos moviments de scouts. Les flors de lis dels blasons figuren en molts blasons de les ciutats de l'Illa de França: Cachan, Montreuil, Juziers, París, Puteaux, Saint-Denis, Villepinte, etc.

### Identitat visual

Tercer i actual logo de la regió de l'Illa de França (des del 2005)

Després de crear-se el 1976, l'Illa de França ha tingut diversos logos. El primer de tots estava format per una rosa estilitzada vista des de dalt, blava, blanca i vermella, que representava la regió, els quatre pètals exteriors blaus representaven els departaments de la gran corona (Essonne, Seine-et-Marne, Val-d'Oise i Yvelines), els tres pètals interiors blancs els tres departaments de la petita corona (Hauts-de-Seine, Seine-Saint-Denis i Val-de-Marne) i el punt vermell el departament de París. Aquesta rosa queda travessada per una línia blava i a sobre les paraules Région en lletres blaves i Île-de-France en lletres blanques en fons blau.
Aquest logo el van modificar de seguida, on hi van fer aparèixer un quadre blau en lloc de la línia, i el text va passar a ser Ma région c'est sobre dues línies blaves en fons blanc i l'anterior Île-de-France (en blanc en fons blau) en Conseil régional en lletres blaves.
El logo va canviar el novembre del 2000 fruit del treball de l'agència Ailleurs. Van afegir-hi un estel de vuit puntes taronja en un remolí blau coronant les paraules Région Île-de-France en lletres blaves. L'estel representa la regió i cada punta cadascun dels departaments que hi ha. El remolí blau simbolitza el dinamisme de la regió.
Aquest logo va tornar a canviar-se el 2005 pel que és el logo actual, reprenent l'estel de vuit puntes, però aquesta vegada en vermell, seguit de Île de France també en vermell.

## Geografia
L'Illa de França conté els vuit departaments següents:
- Alts del Sena (92)
- Essonne (91)
- París (75)
- Sena Saint-Denis (93)
- Sena i Marne (77)
- Val-de-Marne (94)
- Val-d'Oise (95)
- Yvelines (78)